# Microdigital TK85

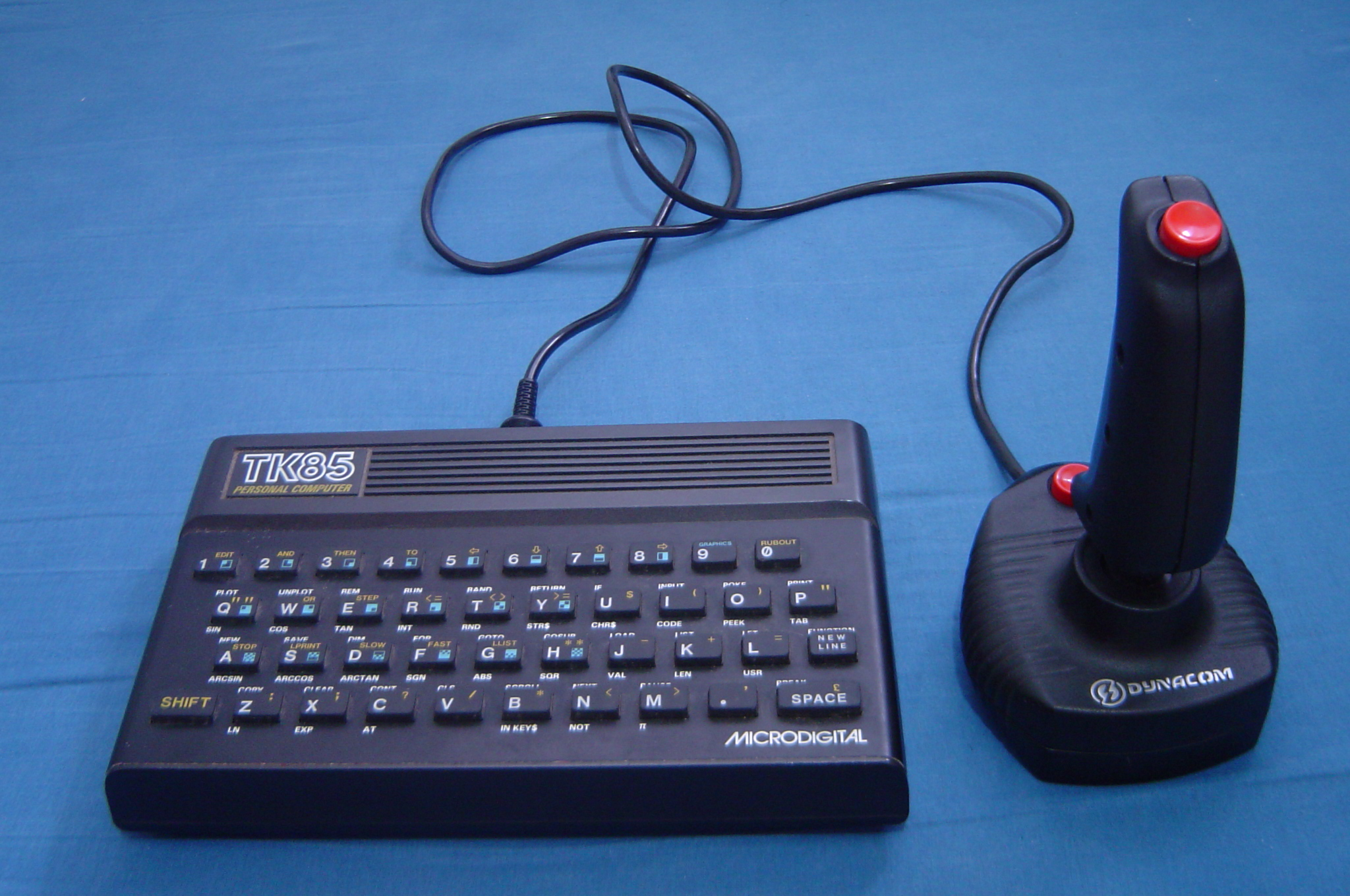
TK85 con joystick.

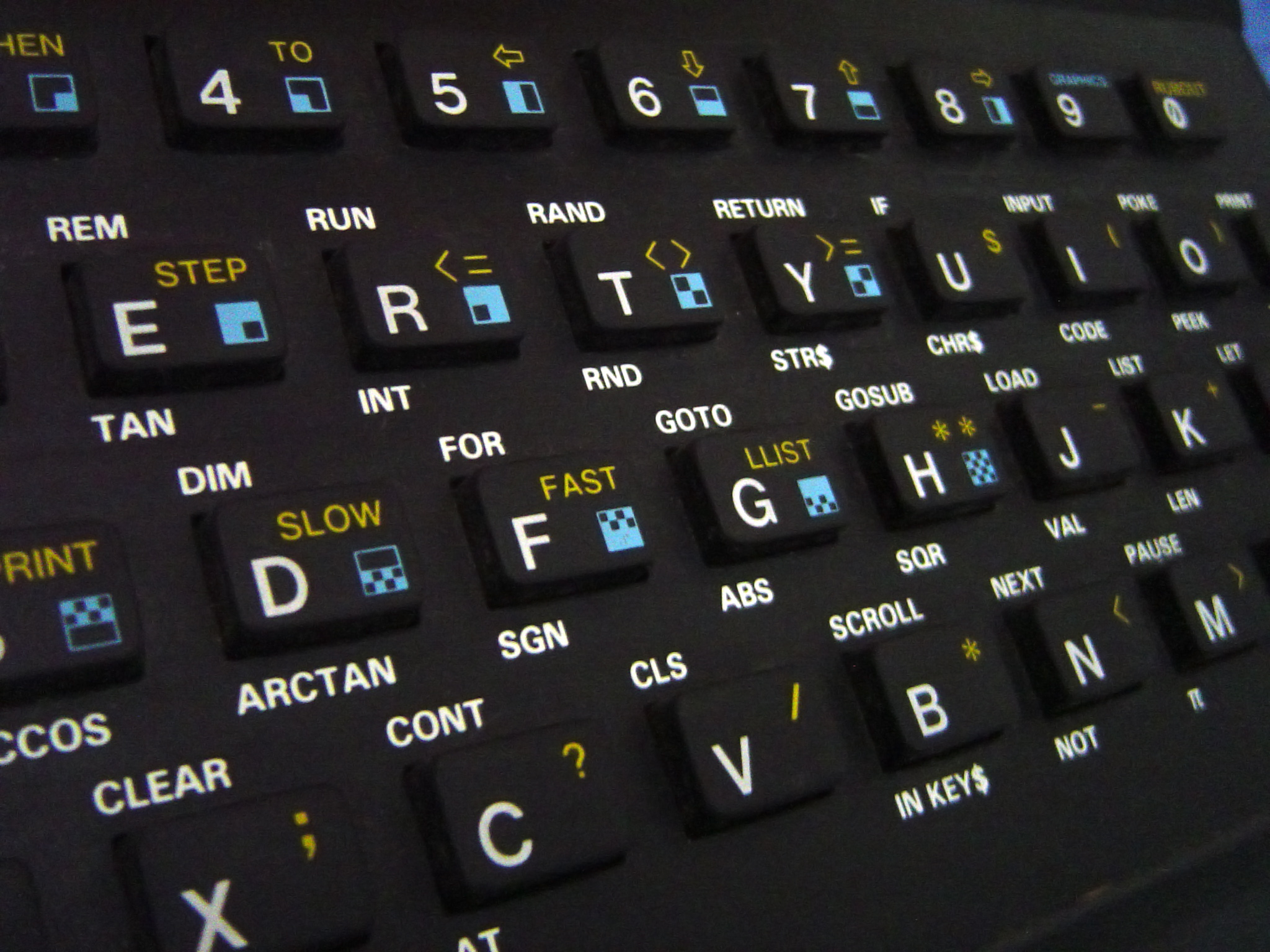
Detalle del teclado.

El Microdigital TK85 fue un ordenador doméstico fabricado por Microdigital en Brasil en 1983. 
El TK85 es el último clon del Sinclair ZX81 que fabricó Microdigital, antes de pasar a clonar el Sinclair ZX Spectrum. Pero no fue un clon más, pues su BASIC era una versión expandida del ZX-81, con manejo de cadenas, gráficos y comodidades de edición. Su fuente de alimentación también fue mejorada e incorporó un interruptor de corriente. 
Brasil era un caso particular en los 80. Por una ley para fomentar la industria se prohíbió la importación de equipos informáticos, debiendo fabricarse en el país. Esto incluía a los videojuegos. Dado que muy pocas casas (Philips y Sharp Corporation eran las mayores excepciones) tenían fábricas en Brasil, muchas empresas locales se lanzaron a fabricar equipos compatibles con la Atari 2600, el Apple II, los Sinclair ZX81 y Sinclair ZX Spectrum. Unos eranfabricantes de equipos CP/M, otros de electrodomésticos. El gobierno brasileño autorizó la ingeniería inversa, no aceptando la copia plana de Hard (sin embargo el soft no tenía siquiera esa protección), por lo que los equipos de ese país solían traer valores añadidos

## Detalles Técnicos
- CPU Zilog Z80A a 3,25 MHz
- ROM 10 kB
- RAM 16 kB ampliables a 48 kB
- Pantalla era controlada directamente por el Z80, con un modo de texto de 32 x 24 caracteres. Los gráficos están formados por caracteres especiales (submatriz de 2 x 2), lo que nos da una resolución gráfica de 64 x 48, doble de la de texto. Los caracteres son de 8x8 pixeles, lo que permite al ordenador una resolución de 256 x 192 pixeles. Solo disponibles 2 colores, blanco y negro.
- Carcasa : muy similar a la del Sinclair ZX Spectrum, con 23 x 14 x 3 cm y 500 g de peso en plástico gris oscuro. En la trasera, conector de alimentación a 9 V, bus de expansión, tomas de Joystick (DIN 6), jack MIC y EAR de la interfaz de casete y salida de RF
- Teclado QWERTY de 40 teclas de goma en 4 filas como el del Spectrum, con Space y ⇧ Mayús un poco más grandes. Además de las alfanuméricas, hay NEW LINE, SHIF y SPACE. Cada tecla soporta hasta 5 funciones diferentes. En todos los casos, mecanismo de membrana, susceptible de desgaste por los juegos
- Soporte
  - Interfaz de casete a 300 baudios
  - EPROM (opcionales)
- Entrada/Salida :
  - Conector jack de fuente de alimentación externa conmutable 125/220 voltios AC, DC 10V 600 mA (rotulado 9 V)
  - Conector de borde de tarjeta del bus de ampliación (compatible con el del ZX-81)
  - Conector DIN 6 de Joystick
  - Conectores jack MIC/EAR de la interfaz de casete
  - Conector de TV (modulador de RF UHF) PAL
- Ampliaciones : 
  - Microdigital 16 kbytes : ampliación a 16 kb
  - Microdigital 48 kbytes : ampliación a 48 kb
  - Microdigital 64 kbytes : ampliación a 64 kb
  - Microdigital paralel printer interface : puerto de impresora paralelo
  - Microdigital SuperSom TK : generador de sonido
  - Microdigital Programador de Eprom
  - Interface Videotexto Renzi RVSDT-01
  - Cualquier periférico del ZX-81

## Fuente
- El Museo de los 8 Bits